# Episodi di NCIS: Los Angeles (quinta stagione)
La quinta stagione della serie televisiva NCIS: Los Angeles, composta da 24 episodi, è stata trasmessa in prima visione assoluta negli Stati Uniti d'America da CBS dal 24 settembre 2013 al 13 maggio 2014.
La trama dell'Afghanistan in realtà non faceva originariamente parte del piano per la quinta stagione, ma è stata aggiunta per mantenere il personaggio di Kensi Blye nello show nonostante la gravidanza dell'attrice Daniela Ruah.
In Italia la stagione è stata trasmessa in prima visione in chiaro da Rai 2 dal 13 marzo 2014 al 9 febbraio 2015.
| nº | Titolo originale    | Titolo italiano         | Prima TV USA      | Prima TV Italia  |
| -- | ------------------- | ----------------------- | ----------------- | ---------------- |
| 1  | Ascension           | Pericolo nucleare       | 24 settembre 2013 | 13 marzo 2014    |
| 2  | Impact              | Impatto                 | 1º ottobre 2013   | 20 marzo 2014    |
| 3  | Omni                | Il vaccino              | 8 ottobre 2013    | 27 marzo 2014    |
| 4  | Reznikov, N.        | Ricerca infinita        | 15 ottobre 2013   | 3 aprile 2014    |
| 5  | Unwritten Rule      | Congedo anticipato      | 22 ottobre 2013   | 10 aprile 2014   |
| 6  | Big Brother         | Grande Fratello         | 29 ottobre 2013   | 17 aprile 2014   |
| 7  | The Livelong Day    | Tutto il santo giorno   | 5 novembre 2013   | 15 maggio 2014   |
| 8  | Fallout             | La bomba sporca         | 12 novembre 2013  | 22 maggio 2014   |
| 9  | Recovery            | Tranquility Villa       | 19 novembre 2013  | 29 maggio 2014   |
| 10 | The Frozen Lake     | Assalto all'arma bianca | 26 novembre 2013  | 23 novembre 2014 |
| 11 | Iron Curtain Rising | L'uomo dell'Est         | 12 dicembre 2013  | 30 novembre 2014 |
| 12 | Merry Evasion       | Donne in campo          | 17 dicembre 2013  | 7 dicembre 2014  |
| 13 | Allegiance          | Cittadinanza            | 14 gennaio 2014   | 14 dicembre 2014 |
| 14 | War Cries           | Grida di guerra         | 4 febbraio 2014   | 21 dicembre 2014 |
| 15 | Tuhon               | Il cacciatore di teste  | 25 febbraio 2014  | 28 dicembre 2014 |
| 16 | Fish Out of Water   | Profumo di droga        | 4 marzo 2014      | 28 dicembre 2014 |
| 17 | Between the Lines   | Yakuza                  | 18 marzo 2014     | 4 gennaio 2015   |
| 18 | Zero Days           | Bersagli mancati        | 25 marzo 2014     | 4 gennaio 2015   |
| 19 | Spoils of War       | Tornare a casa          | 1º aprile 2014    | 11 gennaio 2015  |
| 20 | Windfall            | Colpo di fortuna        | 8 aprile 2014     | 18 gennaio 2015  |
| 21 | Three Hearts        | Attenti al fuoco!       | 8 aprile 2014     | 25 gennaio 2015  |
| 22 | One More Chance     | Il portafortuna         | 29 aprile 2014    | 1º febbraio 2015 |
| 23 | Exposure            | Leggende metropolitane  | 6 maggio 2014     | 8 febbraio 2015  |
| 24 | Deep Trouble        | Un grande problema      | 13 maggio 2014    | 9 febbraio 2015  |

## Pericolo nucleare
- Titolo originale: Ascension
- Diretto da: Terrence O'Hara
- Scritto da: Frank Military

### Trama
Deeks e Sam sono ancora prigionieri di Sidorov. Quando vengono ritrovati, Sam comprende il reale valore di Deeks che subisce la tortura senza rivelare l'identità di Michelle.
- Altri interpreti: Christopher Lambert (Marcel Janvier)
- Ascolti USA: telespettatori 16 353 000[4]
- Ascolti Italia: telespettatori 1 515 000 – share 5,05%[5]

## Impatto
- Titolo originale: Impact
- Diretto da: Jonathan Frakes
- Scritto da: Sara Servi e R. Scott Gemmill

### Trama
Kensi e Callen lavorano insieme al caso di un aereo privato che è precipitato, mentre Sam e Deeks sono alle prese con gli strascichi psicologici delle torture subite.
- Ascolti USA: telespettatori 15 086 000[6]
- Ascolti Italia: telespettatori 1 598 000 – share 5,42%[7]

## Il vaccino
- Titolo originale: Omni
- Diretto da: Larry Teng
- Scritto da: Kyle Harimoto

### Trama
Deeks torna in squadra anche se non del tutto sicuro.
- Ascolti USA: telespettatori 14 839 000[8]
- Ascolti Italia: telespettatori 1 567 000 – share 5,30%[9]

## Ricerca infinita
- Titolo originale: Reznikov, N.
- Diretto da: Tony Wharmby
- Scritto da: Shane Brennan

### Trama
Il caso riguarda Callen e le sue origini. Per lavorare da solo metterà a rischio l'intera squadra.
- Ascolti USA: telespettatori 14 646 000[10]
- Ascolti Italia: telespettatori 1 462 000 – share 4,97%[11]

## Congedo anticipato
- Titolo originale: Unwritten Rule
- Diretto da: Larry Teng
- Scritto da: Joseph C. Wilson e Jordana Lewis Jaffe

### Trama
Una donna, dopo aver concluso una maratona, viene rapita; nell'accaduto sembrano coinvolti i cinesi. Nel frattempo Deeks si è comprato una nuova moto.
- Ascolti USA: telespettatori 14 917 000[12]
- Ascolti Italia: telespettatori 1 321 000 – share 4,55%[13]

## Grande Fratello
- Titolo originale: Big Brother
- Diretto da: Steven DePaul
- Scritto da: Jordana Lewis Jaffe

### Trama
Durante un'irruzione, una task force formata da agenti di CIA, FBI e NCIS cade in un'imboscata. Si pensa subito a una talpa in una delle tre unità anticrimine, per finire con lo scoprire che è tutto opera di un attacco informatico.
- Ascolti USA: telespettatori 14 897 000[14]
- Ascolti Italia: telespettatori 2 071 000 – share 7,93%[15]

## Tutto il santo giorno
- Titolo originale: The Livelong Day
- Diretto da: Dennis Smith
- Scritto da: Joe Sachs

### Trama
Un vigilante delle ferrovie viene buttato sotto un treno da due uomini mascherati, dopo averli scoperti a preparare un attentato.
- Ascolti USA: telespettatori 14 763 000[16]
- Ascolti Italia: telespettatori 1 831 000 – share 6,74%[17]

## La bomba sporca
- Titolo originale: Fallout
- Diretto da: Diana C. Valentine
- Scritto da: Joseph C. Wilson

### Trama
La città di Los Angeles è minacciata da un incombente pericolo, una bomba sporca. La squadra intraprende una lotta contro il tempo per capire chi è l'artefice di questa spaventosa minaccia e quale sia l'obiettivo dell'attacco.
- Ascolti USA: telespettatori 14 880 000[18]
- Ascolti Italia: telespettatori 1 729 000 – share 6,65%[19]

## Tranquility Villa
- Titolo originale: Recovery
- Diretto da: Paul A. Kaufman
- Scritto da: Gil Grant

### Trama
Kensi e Deeks vanno in missione sotto copertura in un centro di riabilitazione per scoprire indizi sulla morte di un ufficiale della Marina.
- Ascolti USA: telespettatori 14 990 000[20]
- Ascolti Italia: telespettatori 1 799 000 – share 6,74%[21]

## Assalto all'arma bianca
- Titolo originale: The Frozen Lake
- Diretto da: John Peter Kousakis
- Scritto da: Dave Kalstein

### Trama
In una base del Bahrein viene trafugata una chiavetta USB contenente la strategia statunitense per rendere inefficace l'arsenale nucleare pakistano in caso di minaccia. La memoria viene localizzata a Los Angeles e durante il suo recupero la squadra viene affiancata da un Gurkha, soldato scelto dell'esercito indiano, anch'egli interessato alla chiavetta per il proprio Paese. Durante l'operazione emergono imbarazzi e tensioni tra Kensi e Deeks, che non sfuggono al resto della squadra. Nel frattempo Granger discute con Hetty di una missione della massima importanza e segretezza.
- Ascolti USA: telespettatori 12 320 000[22]
- Ascolti Italia: telespettatori 2 482 000 – share 9,41%[23]

## L'uomo dell'Est
- Titolo originale: Iron Curtain Rising
- Diretto da: Tony Wharmby
- Scritto da: Jordana Lewis Jaffe

### Trama
Mentre Callen e Sam danno la caccia ad un criminale di guerra rumeno dei tempi di Ceaușescu rifugiatosi a Los Angeles da vent'anni, Deeks sembra perso dopo l'improvvisa partenza della sua partner. Kensi si trova in un accampamento militare dell'Afghanistan senza alcun ordine e senza sapere cosa fare.
- Ascolti USA: telespettatori 15 240 000[24]
- Ascolti Italia: telespettatori 2 483 000 – share 9,07%[25]

## Donne in campo
- Titolo originale: Merry Evasion
- Diretto da: Karen Gaviola
- Scritto da: Kyle Harimoto

### Trama
La figlia di un senatore è vittima di un fallito tentativo di sequestro e l'NCIS viene incaricato delle indagini. Mentre Deeks viene affiancato da Nell, Callen e Sam si occupano di scortare la ragazza al sicuro, ma il viaggio è più travagliato del previsto.
- Ascolti USA: telespettatori 15 581 000[26]
- Ascolti Italia: telespettatori 2 046 000 – share 8,02%[27]

## Cittadinanza
- Titolo originale: Allegiance
- Diretto da: Eric Laneuville
- Scritto da: Frank Military e Andrew Bartels

### Trama
Un funzionario di un'agenzia finanziaria governativa trova la morte quando una bomba viene gettata all'interno della sua automobile. L'uomo stava indagando su alcuni flussi di denaro con l'Afghanistan, movimentati tramite il sistema Hawala e collegabili ad attività terroristiche. Kensi e Granger collaborano da Kabul per aiutare i colleghi a risolvere il caso.
- Ascolti USA: telespettatori 15 870 000[28]
- Ascolti Italia: telespettatori 2 216 000 – share 8,17%[29]

## Grida di guerra
- Titolo originale: War Cries
- Diretto da: James Hanlon
- Scritto da: R. Scott Gemmill

### Trama
Durante le indagini sulla morte di due contractor militari privati, Callen e Sam trovano una scarpa da donna nei pressi della scena del crimine. Identificata la proprietaria in una prostituta che lavorava nella zona, dal suo interrogatorio scoprono che i due uomini non erano propriamente delle vittime. Intanto dall'Afghanistan Kensi prende segretamente contatto con Nell per chiederle approfondimenti sul collega della CIA Sabatino.
- Ascolti USA: telespettatori 16 300 000[30]
- Ascolti Italia: telespettatori 2 285 000 – share 8,74%[31]

## Il cacciatore di teste
- Titolo originale: Tuhon
- Diretto da: Christine Moore
- Scritto da: Dave Kalstein

### Trama
Le riprese dell'omicidio di un diplomatico e di due uomini della sicurezza evidenziano come l'assassino abbia qualche collegamento con Tuhon, un killer ritiratosi in Messico che ha battezzato la prima missione in coppia di Callen e Sam molti anni prima. Per l'occasione Nate viene richiamato a Los Angeles per affiancare Deeks, mentre i due colleghi vanno oltre confine. In Afghanistan Sabatino invita Kensi lontano dalla base.
- Altri interpreti: Danny Trejo (Tuhon)
- Ascolti USA: telespettatori 13 150 000[32]
- Ascolti Italia: telespettatori 2 448 000 – share 9,26%[33]

## Profumo di droga
- Titolo originale: Fish Out of Water
- Diretto da: Terrence O'Hara
- Scritto da: Joe Sachs

### Trama
L'esplosione di un ordigno al mercato del pesce uccide due uomini. Sul posto Callen, Sam e Deeks fanno appena in tempo a conoscere l'agente DEA sotto copertura Talia Del Campo che la donna viene avvelenata dall'aculeo di un pesce pietra. In Afghanistan, dopo la scomparsa di Sabatino, Kensi e Granger indagano sull'abbattimento di un elicottero e questa vedrà per la prima volta il fantasma bianco rimanendo sorpresa dalla sua vera identità.
- Ascolti USA: telespettatori 14 370 000[34]
- Ascolti Italia: telespettatori 2 185 000 – share 9,28%[33]

## Yakuza
- Titolo originale: Between the Lines
- Diretto da: Dennis Smith
- Scritto da: Joseph C. Wilson

### Trama
Il video della brutale esecuzione di un agente dell'ATF viene diffuso in rete. L'uomo stava cercando di smascherare un'organizzazione che, con l'inganno, mette nei guai i marinai appena sbarcati e in cerca di emozioni forti, al fine di ricattarli ed obbligarli a trafugare armi. Con l'aiuto di Eric e Nell il luogo dell'omicidio viene identificato in un edificio controllato dalla Yakuza. Dopo aver riconosciuto un viso familiare nel Fantasma Bianco e averlo volutamente mancato, Kensi omette queste informazioni a Granger e si consegna ad un gruppo di talebani per cercarlo.
- Ascolti USA: telespettatori 14 210 000[35]
- Ascolti Italia: telespettatori 2 560 000 – share 9,50%[36]

## Bersagli mancati
- Titolo originale: Zero Days
- Diretto da: Tony Wharmby
- Scritto da: Andrew Bartels

### Trama
Mentre sta giocando a uno sparatutto online con il suo amico Eric Beale, un hacker consulente della difesa viene aggredito da un commando armato. Riuscito a sfuggire alla morte, viene rintracciato da Callen e Sam, ma si rifiuta di parlare con loro. Intanto in Afghanistan durante la prigionia Kensi incontra il fantasma bianco.
- Ascolti USA: telespettatori 15 540 000[37]
- Ascolti Italia: telespettatori 2 333 000 – share 9,71%[36]

## Tornare a casa
- Titolo originale: Spoils of War
- Diretto da: Frank Military
- Scritto da: Frank Military

### Trama
Anche Granger è scomparso e Hetty spedisce Deeks, Callen e Sam in Afghanistan per cercare lui e Kensi. Prima di arrivare alla base militare locale, un sergente delle forze speciali afghane li conduce dal loro superiore, che ha scelto di nascondersi per condurre autonomamente le ricerche dell'agente Blye, lontano da possibili spie. Deeks, carente di un addestramento militare, viene lasciato sul posto ad interrogare un mullā, mentre gli altri si muovono verso il confine pakistano per impedire la fuga dei talebani e dei loro ostaggi. Sulla strada trovano Sabatino e mettendo insieme i pezzi svelano la vera storia del Fantasma Bianco. Kensi viene ritrovata, e insieme a lei il fantasma bianco che si scopre essere l'ex-ragazzo di Kensi, colui che l'ha abbandonata dopo essere tornato dalla guerra dieci anni prima.
- Ascolti USA: telespettatori 15 310 000[38]
- Ascolti Italia: telespettatori 2 667 000 – share 9,26%[39]

## Colpo di fortuna
- Titolo originale: Windfall
- Diretto da: Eric A. Pot
- Scritto da: Gil Grant

### Trama
Un ex mercenario sventa un attentato alla sua vita da parte di alcuni uomini riconducibili ad Al-Qaida. La vittima in passato era stata condannata per aver rubato molto denaro durante il periodo in Iraq e l'NCIS sospetta che i terroristi stiano cercando di impossessarsi di quella parte di refurtiva mai trovata dalle autorità statunitensi. Deeks e Nell fanno visita al suo ex socio, ora affermato commerciante di vini, che nega ogni coinvolgimento passato e rifiuta una perquisizione della sua attività. Mentre Callen e Sam tentano un approccio diverso, Kensi, appena rientrata in servizio, viene obbligata da Hetty a seguire le indagini dalla sala operativa con Eric.
- Ascolti USA: telespettatori 14 370 000[40]
- Ascolti Italia: telespettatori 2 754 000 – share 9,96%[41]

## Attenti al fuoco!
- Titolo originale: Three Hearts
- Diretto da: Diana C. Valentine
- Scritto da: Dave Kalstein e Kyle Harimoto

### Trama
Callen e Hanna rapiscono il collega sotto copertura Paul Angelo, che si era infiltrato nell'organizzazione di un trafficante, arrivando ad essere il suo braccio destro, ma è ora sospettato di fare il doppio gioco. Mentre cercano di scoprire quale merce stia trattando il criminale, Kensi e Deeks interrogano il sospettato.
- Ascolti USA: telespettatori 14 690 000[42]
- Ascolti Italia: telespettatori 2 532 000 – share 8,94%[43]

## Il portafortuna
- Titolo originale: One More Chance
- Diretto da: Tony Wharmby
- Scritto da: David J. North

### Trama
Il software di una nuova tipologia di velivoli viene rubato e contemporaneamente la figlia di dieci anni e il marito dell'ingegnere a capo del progetto scompaiono nel nulla.
- Ascolti USA: telespettatori 14 830 000[44]
- Ascolti Italia: telespettatori 2 844 000 – share 9,69%[45]

## Leggende metropolitane
- Titolo originale: Exposure
- Diretto da: Robert Florio
- Scritto da: Joseph C. Wilson e Jordana Lewis Jaffe

### Trama
Un'autobomba esplode davanti alla spiaggia di Venice dove il primo battaglione dei Marine ha organizzato un torneo di pallavolo per aiutare i senzatetto. Nell'attentato rimangono ferite molte persone e muoiono un borseggiatore e un militare che lo stava inseguendo. Dana Steele, cronista d'assalto della rete ZNN, annuncia con certezza di fonti che il gesto terroristico è opera del Fronte di Liberazione Jihadista (JLF), ma la notizia non trova conferma nelle indagini della squadra.
- Ascolti USA: telespettatori 14 110 000[46]
- Ascolti Italia: telespettatori 2 673 000 – share 9,38%[47]

## Un grande problema
- Titolo originale: Deep trouble
- Diretto da: Larry Teng
- Scritto da: R. Scott Gemmill

### Trama
Il team indaga sulla morte di un marine precipitato da un ponte. Hetty, nel frattempo, parte per Washington lasciando Granger alla guida del team. Sam e Callen, durante l'intervento per fermare i malviventi, finiscono in trappola a bordo di un sommergibile.
- Ascolti USA: telespettatori 14 850 000[48]
- Ascolti Italia: telespettatori 1 750 000 – share 6,18%[49]